# Ichnanthus lanceolatus
Ichnanthus lanceolatus är en gräsart som beskrevs av Frank Lamson Scribner och Jared Gage Smith. Ichnanthus lanceolatus ingår i släktet Ichnanthus och familjen gräs. Inga underarter finns listade i Catalogue of Life.